# Pradolina Pomorska
Pradolina Pomorska – różnie definiowana pradolina lub system pradolin, położona na Pomorzu polskim. Pojęcie to wprowadził Konrad Keilhack, a szczegółowy podział Pradoliny Pomorskiej przedstawił Józef Sylwestrzak. 

## Położenie i wiek
Pradolina Pomorska to sieć dolin, związanych z postpomorską (późniejszą od fazy pomorskiej zlodowacenia północnopolskiego) recesją lądolodu z terenów Pomorza. W tym ujęciu jest to zespół form różnego wieku, który można podzielić na: 
- szlak sandrowy Pradoliny Pomorskiej;
- system dolin marginalnych Wysoczyzny Damnickiej [w terminologii Sylwestrzaka Wysoczyzny Słupskiej];
- system dolin marginalnych Wybrzeża Słowińskiego i Koszalińskiego;
- system dolin i pradolin kaszubskich[1].

## Szlak sandrowy Pradoliny Pomorskiej
W obrębie Pojezierza Bytowskiego według regionalizacji Józefa Sylwestrzaka wyróżnia się mikroregion o nazwie "Główny szlak zandrowy Pradoliny Pomorskiej". W standardowej regionalizacji fizycznogeograficznej Polski Jerzego Kondrackiego obszar ten należy do Wysoczyzny Polanowskiej. Na tym obszarze Pradolina Pomorska jest położona między dwoma ciągami moren czołowych: od południa znajdują się moreny fazy pomorskiej, natomiast od północy – moreny subfazy koszalińskiej. Szlak sandrowy Pradoliny Pomorskiej ma przebieg w przybliżeniu równoleżnikowy i maksymalną szerokość ok. 16 km. 
Dalej na zachód przebieg szlaku sandrowego Pradoliny można prześledzić co najmniej do okolic Przybiernowa.
Na terenie szlaku sandrowego Pradoliny Pomorskiej leżą między innymi miasto Polanów i wieś Kołczygłowy.

## Doliny marginalne
W środkowej części Pomorza polskiego doliny kilku rzek mają na niektórych odcinkach charakter pradolin, związanych z młodszymi fazami recesyjnymi lądolodu. W szczególności z subfazą gardzieńską związany jest dolny odcinek doliny Wieprzy. 
Na obszarze Kaszub leżą Pradolina Łeby i Redy oraz Pradolina Kaszubska.